# Bombus affinis
Bourdon à tache rousse
Espèce
Statut de conservation UICN

 CR A2b : 
En danger critique
Bombus affinis, communément appelé le Bourdon à tache rousse, est une espèce de bourdons vivant en Amérique du Nord.

## Systématique
L'espèce Bombus affinis a été créée par Ezra Townsend Cresson (d) en 1863 sous le taxon actuel.

## Répartition et habitat
Cette espèce est présente au Canada et aux États-Unis. Elle vit dans les zones boisées, les prairies et les champs. Elle a été observée plus récemment dans des parcs et jardins.

## Alimentation
Cette espèce possède une langue courte. On la trouve donc typiquement sur des fleurs ouvertes ayant une corolle courte. Colla et Dumesh (2010) suggèrent que Bombus affinis serait dépendante des fleurs éphémères présentes dans les zones boisées, car cette espèce émerge tôt dans l'année et est associée aux habitats boisés.
Cette espèce se nourrit sur une grande variété de plantes, notamment les agastaches, les Dalea, les eupatoires, les héliantes, les impatientes, les chèvrefeuilles, Monarda, les Prunus, les solidages et les Vaccinium.